# Полско въстание (1863 – 1864)
Полското въстание от 1863 – 1864 година (наричано още Януарско въстание, на полски: powstanie styczniowe) е неуспешно националноосвободително въстание на поляците в състава на Руската империя.

## Предпоставки
В резултат от Наполеоновите войни и Виенския конгрес Русия затвърждава властта си над голяма част от някогашната полска държава, поделена с Прусия и Австрия още в края на XVIII век. Териториите на Жеч Посполита в днешни Украйна, Беларус и Литва са присъединени пряко към империята, а останалите са обособени под формата на „Полско кралство“ (така наречената „Конгресна Полша“) с либерална конституция и собствени войска и парламент под върховенството на руския цар. Полското самоуправление е практически унищожено от цар Николай I в отговор на въстанието от 1830 – 1831 година. Отмяната на конституцията и разпускането на сейма са съпроводени със закриване на полските университети и стриктна цензура върху печатните издания. Положението на селското население е не по-различно от това в останалите части на Руската империя – с указ от 1807 година земеделците получават лична свобода, но земите, които обработват, остават собственост на относително малко земевладелци.
С идването на власт на цар Александър II и поражението в Кримската война в Руската империя настъпва време на обществени и икономически реформи. Царят (чрез наместника си Александър Вельополски) дава амнистия на въстаниците, заточени след 1831, въвежда в действие Органически статут на Полша, възстановява полската медицинска академия и създава висша школа за административни кадри, вдига забраната върху събранията и допуска създаване на съсловни организации на полски земевладелци и индустриалци. Ефектът от либерализацията обаче е засилване на патриотичните прояви под формата на многолюдни демонстрации и покушения срещу представители на властта, които предизвикват ответни репресии. Вълненията излизат от контрол през април 1861 година, когато полицията избива сто демонстранти насред Варшава. През октомври същата година е въведено военно положение, при което са арестувани хиляди поляци. Същевременно се образуват и набират влияние тайни бунтовнически организации. Съзаклятниците се поделят на два лагера: радикален от така наречените „червени“ (Игнаци Хмеленски, Аполо Коженьовски, Ярослав Домбровски), които са за въоръжена борба, социална реформа и пълна независимост от Русия, и умерен от „бели“ (Леополд Кроненбург, Анджей Замойски и други), които държат на пасивна съпротива и са склонни компромис с царя. През 1862 „белите“ успяват да се наложат, пресичайки плановете на „червените“ за открито въстание.

## Избухване и развой на въстанието
Предугаждайки подготвяното голямо въстание, в началото на 1863 година руските власти струпват в Полското кралство над 100-хилядна войска. На 14 януари, по нареждане на Вельополски, започва набор на полски младежи в армията, с което се цели лишаване на съзаклятниците от жива сила. В отговор, на 22 януари бунтовническият централен комитет издава манифест за бунт срещу царската власт. Още същата нощ са извършени нападения срещу руските гарнизони в различни части на Кралството. Повечето от тези атаки са отбити. Не сполучва и планът за превземане и превръщане на Плоцк в столица на свободните територии. Поради концентрацията на руските войски в големите градове и недостига на въоръжение и обучени кадри, въстанието придобива характер на партизанска война, която обхваща цялото Полско кралство, а през пролетта се разраства в съседните Вилненска и Гродненска губернии (в днешни Литва и Беларус). За да привлекат на своя страна масата от населението, въстаническите водачи обещават безплатна земя на всички, които ги подкрепят. Този призив не среща отзив в бившите полски владения в Беларус и Украйна, където метежниците са бързо разгромени. Най-интензивни са сраженията в южната част на Полското кралство (областите на Келце и Люблин), както и в районите по границите с Австрия и Прусия, откъдето прииждат хиляди доброволци.
Във Варшава, която остава под руски контрол, е сформирано тайно правителство с добре развити куриерска и контрабандна служба, разузнавателна мрежа и система за отчасти доброволно, отчасти принудително събиране на данъци. В началото на въстанието надмощие имат „червените“, но през март 1863 те са принудени да отстъпят властта на „белите“. За по-дълго начело на тайното правителство се задържа Карол Майевски. Борбите между двете фракции продължават до октомври, когато е създадена диктатура начело с Ромуалд Траугут. Траугут прави опит да централизира и подобри организацията на въстанието, но това става в момент, когато усилията на полските емигранти да издействат интервенция на западноевропейските държави пропадат. Прусия, а след първоначалните си колебания и Австрия, оказва активно съдействие на Русия за потушаване на въстанието. От своя страна, царската власт струпва в Кралството и прилежащите му райони 340 000 войници, които превъзхождат въстаниците десетократно на брой. Въстанието е обезглавено на 11 април 1864 година, когато, в резултат на предателство, руската полиция залавя Траугут и главните му сътрудници. Партизанските действия продължават до края на същата година със залавянето на последния въстанически предводител в Подлясия.

## Последици
Още до окончателното потушаване на въстанието, през март 1864 година, Александър II издава указ за дълго протаканата земеделска реформа, като на практика изпълнява обещаното от въстаниците еманципиране на крепостните селяни от поземлените господари.
Непосредствено след въстанието хиляди поляци са заточени в Сибир. Извършена е пълна чистка на поляците от администрацията и училищата. На мястото на Полското кралство е създаден така нареченият „Привислински край“ на пряко подчинение на Санкт Петербург, а на мястото на полското Главно училище – руски университет.
В резултат от последователната „русификация“ Полша остава под руска власт до Първата световна война.
След въстанието част от бежанците намират убежище във Варна.